# Iraklís Deskulidis
Iraklís Deskulidis –en griego, Ηρακλής Δεσκουλίδης– (Atenas, 1 de octubre de 1991) es un deportista griego que compitió en lucha libre.
Ganó una medalla de plata en el Campeonato Mundial de Lucha de 1991, en la categoría de 90 kg. Participó en tres Juegos Olímpicos de Verano, ocupando el séptimo lugar en Los Ángeles 1984, el séptimo lugar en Seúl 1988 y el noveno en Barcelona 1992.

## Palmarés internacional
| Campeonato Mundial | Campeonato Mundial | Campeonato Mundial | Campeonato Mundial |
| Año                | Lugar              | Medalla            | Categoría          |
| ------------------ | ------------------ | ------------------ | ------------------ |
| 1991               | Varna (Bulgaria)   | Medalla de plata   | 90 kg              |